# Grande Prêmio da Espanha de 1977
Resultados do Grande Prêmio da Espanha de Fórmula 1 realizado em Jarama em 8 de maio de 1977. Quinta etapa da temporada, teve como vencedor o norte-americano Mario Andretti, da Lotus-Ford.

## Resumo
Classificado em terceiro lugar no grid, o austríaco Niki Lauda sentiu uma forte dor nas costas durante o warm-up ao fazer uma curva de alta velocidade no domingo pela manhã. Levado a um hospital em Madri para a realização de exames, diagnosticaram uma distensão muscular. À falta de uma injeção anti-inflmatória capaz de tratá-lo durante toda a corrida, os médicos aconselharam o piloto a não correr, decisão acatada por Lauda e também pela Ferrari.
Esta corrida marcou a estreia da equipe Williams Grand Prix Engineering, que inscreveu um único March 761 pilotado pelo belga Patrick Nève, que terminou em décimo segundo lugar. O referido time estrearia como construtor de seus próprios bólidos somente no Grande Prêmio da Argentina de 1978.

## Classificação da prova
| Pos. | Nº | Piloto             | Construtor         | Voltas | Tempo/Diferença        | Grid | Pontos |
| ---- | -- | ------------------ | ------------------ | ------ | ---------------------- | ---- | ------ |
| 1    | 5  | Mario Andretti     | Lotus-Ford         | 75     | 1:42:52.22             | 1    | 9      |
| 2    | 12 | Carlos Reutemann   | Ferrari            | 75     | + 15.85                | 4    | 6      |
| 3    | 20 | Jody Scheckter     | Wolf-Ford          | 75     | + 24.51                | 5    | 4      |
| 4    | 2  | Jochen Mass        | McLaren-Ford       | 75     | + 24.87                | 9    | 3      |
| 5    | 6  | Gunnar Nilsson     | Lotus-Ford         | 75     | + 1:05.83              | 12   | 2      |
| 6    | 8  | Hans-Joachim Stuck | Brabham-Alfa Romeo | 74     | + 1 volta              | 13   | 1      |
| 7    | 26 | Jacques Laffite    | Ligier-Matra       | 74     | + 1 volta              | 2    |        |
| 8    | 3  | Ronnie Peterson    | Tyrrell-Ford       | 74     | + 1 volta              | 15   |        |
| 9    | 18 | Hans Binder        | Surtees-Ford       | 73     | + 2 voltas             | 20   |        |
| 10   | 30 | Brett Lunger       | March-Ford         | 72     | + 3 voltas             | 25   |        |
| 11   | 10 | Ian Scheckter      | March-Ford         | 72     | + 3 voltas             | 17   |        |
| 12   | 27 | Patrick Nève       | March-Ford         | 71     | + 4 voltas             | 22   |        |
| 13   | 36 | Emilio de Villota  | McLaren-Ford       | 70     | + 5 voltas             | 23   |        |
| 14   | 28 | Emerson Fittipaldi | Fittipaldi-Ford    | 70     | + 5 voltas             | 19   |        |
| Ret  | 7  | John Watson        | Brabham-Alfa Romeo | 64     | Sistema de combustível | 6    |        |
| Ret  | 17 | Alan Jones         | Shadow-Ford        | 56     | Acidente               | 14   |        |
| Ret  | 24 | Rupert Keegan      | Hesketh-Ford       | 32     | Acidente               | 16   |        |
| Ret  | 25 | Harald Ertl        | Hesketh-Ford       | 29     | Radiador               | 18   |        |
| Ret  | 16 | Renzo Zorzi        | Shadow-Ford        | 25     | Motor                  | 24   |        |
| Ret  | 37 | Arturo Merzario    | March-Ford         | 16     | Suspensão              | 21   |        |
| Ret  | 4  | Patrick Depailler  | Tyrrell-Ford       | 12     | Motor                  | 10   |        |
| Ret  | 1  | James Hunt         | McLaren-Ford       | 10     | Motor                  | 7    |        |
| Ret  | 22 | Clay Regazzoni     | Ensign-Ford        | 9      | Acidente               | 8    |        |
| Ret  | 19 | Vittorio Brambilla | Surtees-Ford       | 9      | Acidente               | 11   |        |
| DNS  | 11 | Niki Lauda         | Ferrari            | 0      | Piloto machucado       | 3    | [ 4 ]  |
| DNQ  | 34 | Jean-Pierre Jarier | Penske-Ford        |        |                        |      |        |
| DNQ  | 9  | Alex Dias Ribeiro  | March-Ford         |        |                        |      |        |
| DNQ  | 33 | Boy Hayje          | March-Ford         |        |                        |      |        |
| DNQ  | 38 | Brian Henton       | March-Ford         |        |                        |      |        |
| DNQ  | 31 | David Purley       | LEC-Ford           |        |                        |      |        |
| DNQ  | 35 | Conny Andersson    | BRM                |        |                        |      |        |

## Tabela do campeonato após a corrida
| Pos. | Piloto           | Pontos |
| ---- | ---------------- | ------ |
| 1    | Jody Scheckter   | 23     |
| 2    | Mario Andretti   | 20     |
| 3    | Carlos Reutemann | 19     |
| 4    | Niki Lauda       | 19     |
| 5    | James Hunt       | 9      |

| Pos. | Construtor         | Pontos |
| ---- | ------------------ | ------ |
| 1    | Ferrari            | 34     |
| 2    | Wolf-Ford          | 23     |
| 3    | Lotus-Ford         | 22     |
| 4    | McLaren-Ford       | 12     |
| 5    | Brabham-Alfa Romeo | 8      |

- Nota: Somente as primeiras cinco posições estão listadas. As dezessete etapas de 1977 foram divididas em um bloco de nove e outro de oito corridas onde cada piloto descartava um resultado por bloco e no mundial de construtores computava-se apenas o melhor resultado de cada equipe por prova.